# 川崎市立王禅寺中央中学校
川崎市立王禅寺中央中学校（かわさきしりつ おうぜんじちゅうおうちゅうがっこう）は、神奈川県川崎市麻生区王禅寺東4丁目にある公立中学校。

## 概要
川崎市立王禅寺中学校と川崎市立白山中学校が2008年に統合し開校。通称は「王中中」。校地は旧王禅寺中学校のものを使用している。
市内唯一の小学校と中学校を結ぶ交流棟があり、合同で行事がある。

## 沿革
- 2008年4月1日 - 川崎市立王禅寺中学校と川崎市立白山中学校が統合し開校。

## 教育目標
知・徳・体の調和のとれた人間形成をめざす
- 自主的に学び、真理の追究をめざす人
- 豊かな心を持ち、望ましい人間関係を築くことができる人
- 明朗で健康な生活を営むことができる人

## 部活動
- 運動部…陸上競技部 ソフトボール部 男女ソフトテニス部 バドミントン部 サッカー部 男女バスケットボール部 卓球部
- 文化部…吹奏楽部 芸術部 演劇・ボランティア部

## 委員会
- 生徒会  学年委員 環境委員 保健委員 図書委員 新聞委員 放送委員

## 通学区域
- 王禅寺、王禅寺西5丁目（6～25番）・7丁目（20～30番）、王禅寺東1丁目（18・20～34番）・2丁目（13番18～27号，15～49番）・3丁目、4丁目（2～37番）・5丁目（1～47番・52番12号）、下麻生2丁目（12・13番）、虹ケ丘1 - 3丁目、白山1 - 5丁目、早野1150番地[2]

## 進学前小学校
- 川崎市立王禅寺中央小学校
- 川崎市立虹ヶ丘小学校
- 川崎市立真福寺小学校[3]

## 校区内の主な施設
- 新ゆりグリーンタウン
- 虹ヶ丘団地
- 川崎市立王禅寺中央小学校　隣接して開校